# Augustin Sulpiz Zen Ruffinen
Augustin Sulpiz Zen Ruffinen (* 21. April 1765 in Leuk; † 21. Dezember 1829 in Sitten) war ein Schweizer römisch-katholischer Geistlicher und Bischof von Sitten.

## Leben
Augustin Sulpiz Zen Ruffinen war der Sohn von Johann Stephan Joseph Zen Ruffinen (* 5. Juli 1733; † unbekannt), Familiars des Bischofs von Sitten und dessen Ehefrau Marie Christine (* 2. November 1734 in Sitten; † unbekannt), Tochter von Nicolas Gabriel de Torrenté (1688–1736), Notar. Seine zwei Brüder waren:
- Franz Josef Zen Ruffinen (* 1763; † 13. Juli 1812), Notar und Grosskastlan, verheiratet mit Anne Marie (* unbekannt; † 18. August 1837 in Leukerbad), Tochter von Kaspar Eugen von Stockalper (1750–1826), Walliser Landeshauptmann;
- Alex Zen Ruffinen (* 3. Juni 1767 in Leuk; † 13. September 1827 ebenda), Richter, Grosskastlan und Zehndenpräsident von Leuk, verheiratet mit Casilda (1770–1837), Tochter von Christian Theodul von Roten (1733–1784), Meier von Raron, Grosskastlan von Lötschen und Hauptmann in spanischen Diensten.

Augustin Sulpiz war der Neffe von Franz Joseph Melchior Zen Ruffinen, Bischof von Sitten.
Er besuchte das Kollegium in Sitten und das Priesterseminar in Gerunden. 1790 wurde er zum Priester geweiht und im gleichen Jahr zum Titulardomherrn von Sitten ernannt. Im darauffolgenden Jahr bildete er sich in Annecy weiter. Von 1793 bis 1794 war er Pfarrhelfer in Visp und anschließend residierender Domherr in Sitten. 1801 wurde er Professor am Kollegium in Sitten und unterrichtete dort bis 1805. 1810 erfolgte seine Ernennung zum Generalprokurator und 1811 zum Kantor sowie 1816 zum Dekan von Valeria.
Am 25. Mai 1817 wurde er zum Bischof von Sitten gewählt, die Wahl wurde am 28. Juli 1817 durch Papst Pius VII. bestätigt und am 12. Oktober 1817 erfolgte durch Bischof Carlo Zen die Ordination.
Er machte sich im Bistum Sitten um die Ausbildung des Klerus verdiente und verlegte 1817 das Priesterseminar von Gerunden nach Valiera und führte 1825 erstmals Priesterexerzitien durch. 
1822 akzeptierte er auch den Anschluss der Pfarrei Gondo an das Bistum Sitten.

## Schriften (Auswahl)
- Katechismus nach dem Inhalt der kleinen fünf Hauptstücke V. P. Petri Canisii, betragen zum Gebrauch der kleinern und grössern Jugend und anderer Rechtglaubigen. J. A. Advocat, Sitten 1819.
- Auszug desjenigen, was man wissen, glauben und ausüben muss, um selig zu werden. A. Advocat, Sitten 1820.
- Ausdehnung des allgemeinen Jubelfestes auf die ganze katholische Welt, welches zu Rom 1825 ist gefeiert worden. Regierungs-Buchdruck A. Advocat, Sitten 1826.